# Maja Storck
Maja Storck (8 de outubro de 1998) é uma voleibolista profissional suíço de origem polonesa, que joga na posição atacante.
A mãe dela é polonesa.

## Títulos
Clubes
Campeonato Suíço:
- 2016, 2017, 2018

Campeonato Alemanha:
- 2021

Supercopa Alemanha:
- 2021